# 黒須銀行

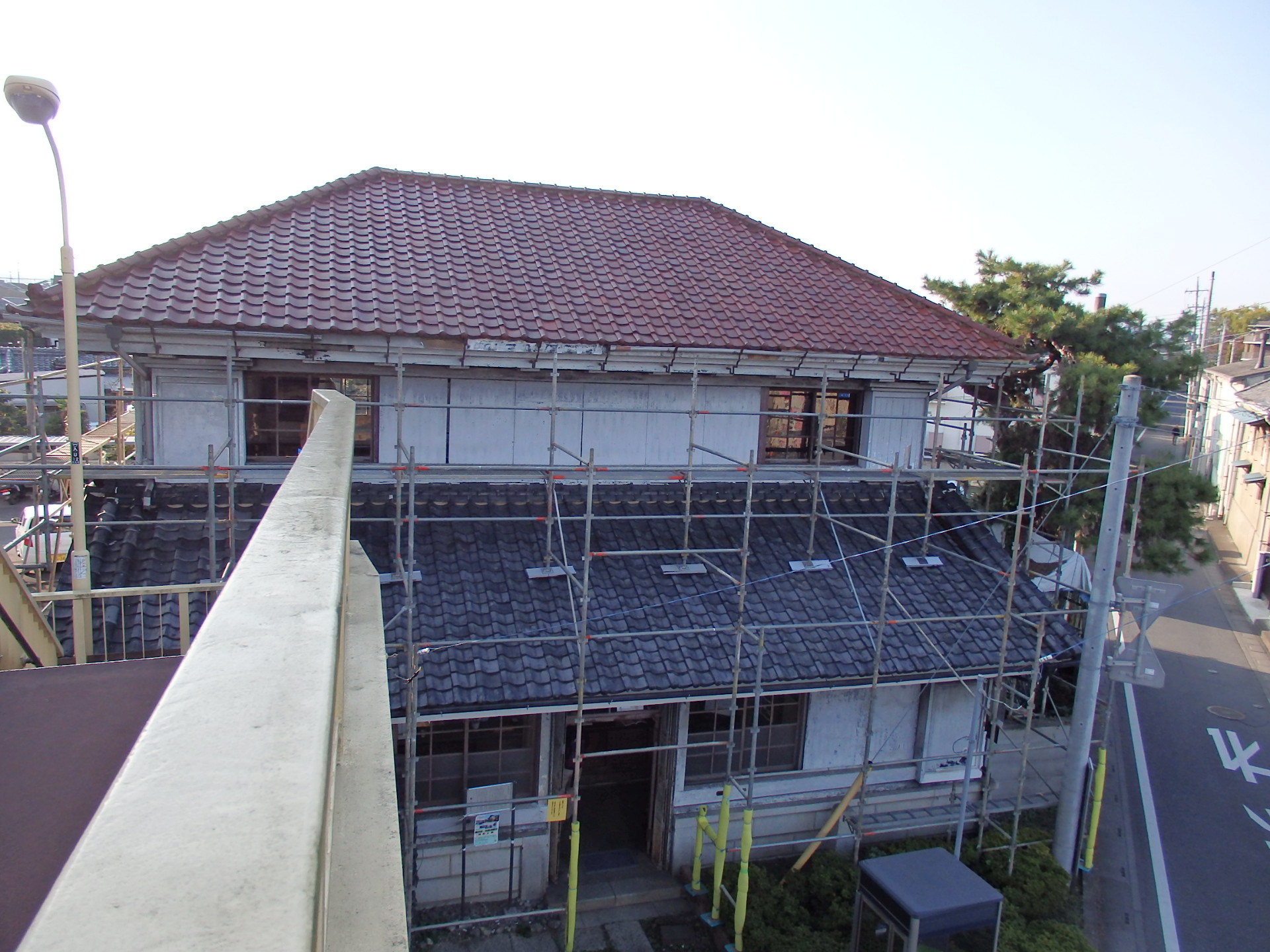
黒須銀行

黒須銀行（くろすぎんこう）は、かつて埼玉県入間市にあった銀行。本店として使用されていた建物は、現在入間市指定有形文化財に指定されている。

## 概要
黒須銀行は、地元の大地主・発智庄平らが設立した黒須相互組合（1894年（明治27年）設立）を前身として1900年（明治33年）2月11日に設立総会を開き設立し、14日に営業認可され、28日に登記され、3月3日に営業を開始した。しかし、第一次世界大戦後の不況の影響を受け、1922年（大正11年）5月に武州銀行へ合併して消滅した。設立時の顧問には渋沢栄一が就任していた。その後、武州銀行は埼玉銀行を経て、現在は埼玉りそな銀行となっている。

## 建築物として
1907年（明治40年）11月に起工し、1909年（明治42年）5月2日に完成した本店建物が現存している。前述の通り、黒須銀行本店、その後武州銀行、そして埼玉銀行への合併・改称後は埼玉銀行豊岡支店として1960年(昭和35年)まで現役の銀行として使われた。1965年（昭和40年）から1994年（平成6年）までは入間市が借り上げ、郷土民芸館として建物を利用していた。1977年（昭和52年）には所有者の埼玉銀行から敷地ごと同市に寄贈され、1990年（平成2年）4月1日に入間市指定有形文化財となった。老朽化が激しく、建物内の公開は年に数回にとどまっている。